# Sareh I.
Sareh I. (Simon Pajaslian, armenisch Զարեհ Ա Փայասլեան, * 14. Februar 1915 in Marasch; † 18. Februar 1963 in Antelias) war von 1956 bis 1963 „Katholikos des Großen Hauses von Kilikien“ der Armenischen Apostolischen Kirche.
Beim erzwungenen Exodus der Armenier aus Kilikien floh der siebenjährige Simon mit seinen Eltern nach Aleppo, wo er die Schule besuchte. Nach einjährigem Studium am Jesuiten-Kolleg von Aleppo trat er 1930 in das neu gegründete Priesterseminar des Katholikats von Kilikien in Antelias ein. 1935 empfing er als Mönch die Priesterweihe und studierte ab 1936 in Brüssel Orientalistik und Byzantinistik. Nach kurzer Lehrtätigkeit am Seminar von Antelias wurde er Vikar und Prälat des Erzbistums Aleppo. 1947 erhielt er die Bischofsweihe.
Nach einer längeren Sedisvakanz wurde er unter schwierigen Umständen am 20. Februar 1956 mit großer Mehrheit zum armenischen Katholikos von Kilikien gewählt. Katholikos Wasgen I. von Etschmiadsin hatte die Wahlversammlung zuvor unter Protest verlassen. Geweiht wurde Sareh verspätet am 2. September 1956 durch (nur) zwei armenische und einen syrisch-orthodoxen Bischof. Bis zu seinem Tod erfuhr Sareh keine gesamtarmenische Anerkennung.
Sareh weitete das Jurisdiktionsgebiet des Katholikats von Kilikien auf Griechenland, Iran und bis in die USA aus und verschärfte damit die Gegensätze zum Katholikat von Etschmiadsin. Unter ihm trat das kilikische Katholikat dem Weltkirchenrat bei und sandte Beobachter zum 2. Vatikanischen Konzil der römisch-katholischen Kirche. Vom innerkirchlichen Streit betrübt und gezeichnet, erlag Sareh erst 48-jährig einem Herzanfall.